# بارنی بیرچام
بارنی بیرچام (انگلیسی: Barney Bircham; ۳۱ اوت ۱۹۲۴ – ۱۱ اکتبر ۲۰۰۷) بازیکن فوتبال اهل بریتانیا بود.
از باشگاه‌هایی که در آن بازی کرده‌است می‌توان به باشگاه فوتبال چسترفیلد، باشگاه فوتبال گریمزبی تاون، و باشگاه فوتبال کولچستر یونایتد اشاره کرد.